# Wednesday Morning, 3 A.M.
| Recensione              | Giudizio      |
| ----------------------- | ------------- |
| AllMusic                |               |
| Debaser                 |               |
| Sputnikmusic            | 5.0 (Classic) |
| Piero Scaruffi          |               |
| Ondarock                |               |
| Dizionario del Pop-Rock |               |
| 24.000 dischi           |               |

Wednesday Morning, 3 A.M. (exciting new sounds in the folk tradition) è l'album di debutto del duo folk Simon & Garfunkel, pubblicato il 19 ottobre 1964. È stato prodotto da Tom Wilson e mixato da Roy Halee.
L'album era stato inizialmente un flop, essendo stato pubblicato dietro l'ombra dei Beatles che erano appena sbarcati con la loro musica. Questo avvenimento portò Paul Simon ad andare in Inghilterra e Art Garfunkel a riprendere i suoi studi presso la Columbia University a New York City, facendoli quindi dividere.
Wednesday Morning, 3 A.M. fu ripubblicato nel gennaio del 1966 per guadagnare sul loro successo radiofonico ritrovato grazie ad una successiva versione remixata elettrica/acustica di The Sound Of Silence, che riuscì a raggiungere la posizione numero 30 nelle classifiche pop di Billboard. L'album è tuttavia meglio conosciuto per la versione acustica del suddetto brano.

## Copertina
L'immagine di copertina mostra il duo nella stazione della metropolitana Fifth Avenue / 53rd Street a New York. Secondo Art Garfunkel durante la sessione fotografica vennero scattate diverse centinaia di foto.

## Tracce

### LP
Lato A (XLP 77920)
1. You Can Tell the World – 2:44 (Bob Gibson, Bob Camp) – Registrato: 31 marzo 1964
2. Last Night I Had the Strangest Dream – 2:09 (Ed McCurdy) – Registrato: 17 marzo 1964
3. Bleecker Street – 2:41 (Paul Simon) – Registrato: 10 marzo 1964
4. Sparrow – 2:47 (Paul Simon) – Registrato: 31 marzo 1964
5. Benedictus – 2:37 (Tradizionale; arrangiamento e adattamento musicale di Paul Simon e Art Garfunkel) – Registrato: 31 marzo 1964
6. The Sound of Silence – 3:05 (Paul Simon) – Registrato: 10 marzo 1964

Lato B (XLP 77921)
1. He Was My Brother – 2:48 (Paul Simon) – Registrato: 17 marzo 1964
2. Peggy-O – 2:32 (Tradizionale) – Registrato: 31 marzo 1964
3. Go Tell It on the Mountain – 2:04 (Tradizionale) – Registrato: 31 marzo 1964
4. The Sun Is Burning – 2:47 (Ian Campbell) – Registrato: 17 marzo 1964
5. The Times They Are a-Changin' – 2:50 (Bob Dylan) – Registrato: 10 marzo 1964
6. Wednesday Morning, 3 A.M. – 2:13 (Paul Simon) – Registrato: 17 marzo 1964

### CD
Edizione CD del 2001, pubblicato dalla Columbia/Legacy Records (CK 65999)
1. You Can Tell the World – 2:45 (Bob Gibson, Bob Camp)
2. Last Night I Had the Strangest Dream – 2:09 (Ed McCurdy)
3. Bleecker Street – 2:43 (Paul Simon)
4. Sparrow – 2:47 (Paul Simon)
5. Benedictus – 2:38 (Tradizionale; arrangiamento e adattamento musicale di Paul Simon e Art Garfunkel)
6. The Sound of Silence – 3:05 (Paul Simon)
7. He Was My Brother – 2:49 (Paul Kane)
8. Peggy-O – 2:25 (Tradizionale)
9. Go Tell It on the Mountain – 2:05 (Tradizionale)
10. The Sun Is Burning – 2:46 (Ian Campbell)
11. The Times They Are a-Changin' – 2:51 (Bob Dylan)
12. Wednesday Morning, 3 A.M. – 2:14 (Paul Simon)
13. Bleecker Street (Demo) – 2:42 (Paul Simon) – Traccia bonus - Registrato: 10 marzo 1964
14. He Was My Brother (Alternate Take 1) – 2:48 (Paul Kane) – Traccia bonus - Registrato: 17 marzo 1964
15. The Sun Is Burning (Alternate Take 12) – 2:47 (Ian Campbell) – Traccia bonus - Registrato: 17 marzo 1964

## Formazione
- Paul Simon – chitarra acustica, voce
- Art Garfunkel – voce
- Barry Kornfeld – chitarra acustica
- Bill Lee – contrabbasso
- Musicista non accreditato (Chris Charlesworth dice che è "probabilmente Paul Simon") – banjo (brano: Last Night I Had the Strangest Dream)

Note aggiuntive
- Tom Wilson – produttore
- Henry Parker – foto copertina album originale
- Art Garfunkel – note retrocopertina album originale

## Classifica
Album
| Anno | Classifica            | Posizione raggiunta |
| ---- | --------------------- | ------------------- |
| 1966 | Billboard 200         | 30                  |
| 1968 | Official Albums Chart | 24                  |

Singoli
| Anno | Titolo del brano     | Classifica        | Posizione raggiunta |
| ---- | -------------------- | ----------------- | ------------------- |
| 1966 | The Sound of Silence | Billboard Hot 100 | 1                   |